# Rock 'n' Roll with Me
Rock 'n' Roll With Me is een nummer van de Britse muzikant David Bowie, uitgebracht als de zevende track op het album Diamond Dogs in 1974. Bowie schreef het nummer over zijn complexe relatie met zijn fans. Een liveversie, opgenomen in Philadelphia tijdens de Diamond Dogs Tour in 1974, kwam terecht op het album David Live.

## Achtergrond
Het nummer werd gecomponeerd in Bowie's huis in Londen, nadat Warren Peace (echte naam Geoff MacCormack) akkoorden begon te spelen op de piano. Bowie en Peace werden hierbij geïnspireerd door Fats Domino en Little Richard, twee rhythm-and-blues-artiesten waar zij veel naar luisterden in hun jeugd.
Terwijl het nummer "Knock on Wood" werd gekozen als de single van David Live in het Verenigd Koninkrijk, werd in de Verenigde Staten "Rock 'n' Roll with Me" uitgebracht als antwoord op de recente cover van Donovan. Als B-kant werd "Panic in Detroit", een andere liveopname uit de Diamond Dogs Tour en een nummer dat oorspronkelijk op het album Aladdin Sane uit 1973 te vinden is, gekozen.
Net als "Rebel Rebel", de leadsingle van Diamond Dogs, werd "Rock 'n' Roll with Me" geschreven als onderdeel van een nooit geproduceerde musical over Ziggy Stardust, het titelkarakter van Bowie's album The Rise and Fall of Ziggy Stardust and the Spiders from Mars uit 1972. Het is beschreven als een voorproefje op de R&B-ballades van het volgende album van Bowie, Young Americans uit 1975.
Op 27 juli 2016 werd een geremasterde versie van het nummer uitgebracht als promotionele single voor de nieuwe box set Who Can I Be Now? (1974–1976).

## Tracklijst
1. "Rock 'n' Roll with Me" (Bowie/Warren Peace) - 4:15
2. "Panic in Detroit" (Bowie) - 5:41

## Muzikanten
Albumversie
- David Bowie: zang, gitaar
- Earl Slick: akoestische gitaar
- Herbie Flowers: basgitaar
- Mike Garson: orgel
- Aynsley Dunbar: drums
- Warren Peace: achtergrondzang, piano

Liveversie
- David Bowie: zang
- Earl Slick: gitaar
- Herbie Flowers: basgitaar
- Michael Kamen: elektrische piano, Moog, hobo, arrangementen
- Tony Newman: drums
- Pablo Rosario: percussie
- David Sanborn: altsaxofoon, fluit
- Richard Grando: baritonsaxofoon, fluit
- Mike Garson: piano, mellotron
- Gui Andrisano, Warren Peace: achtergrondzang